# 九龍灣體育館

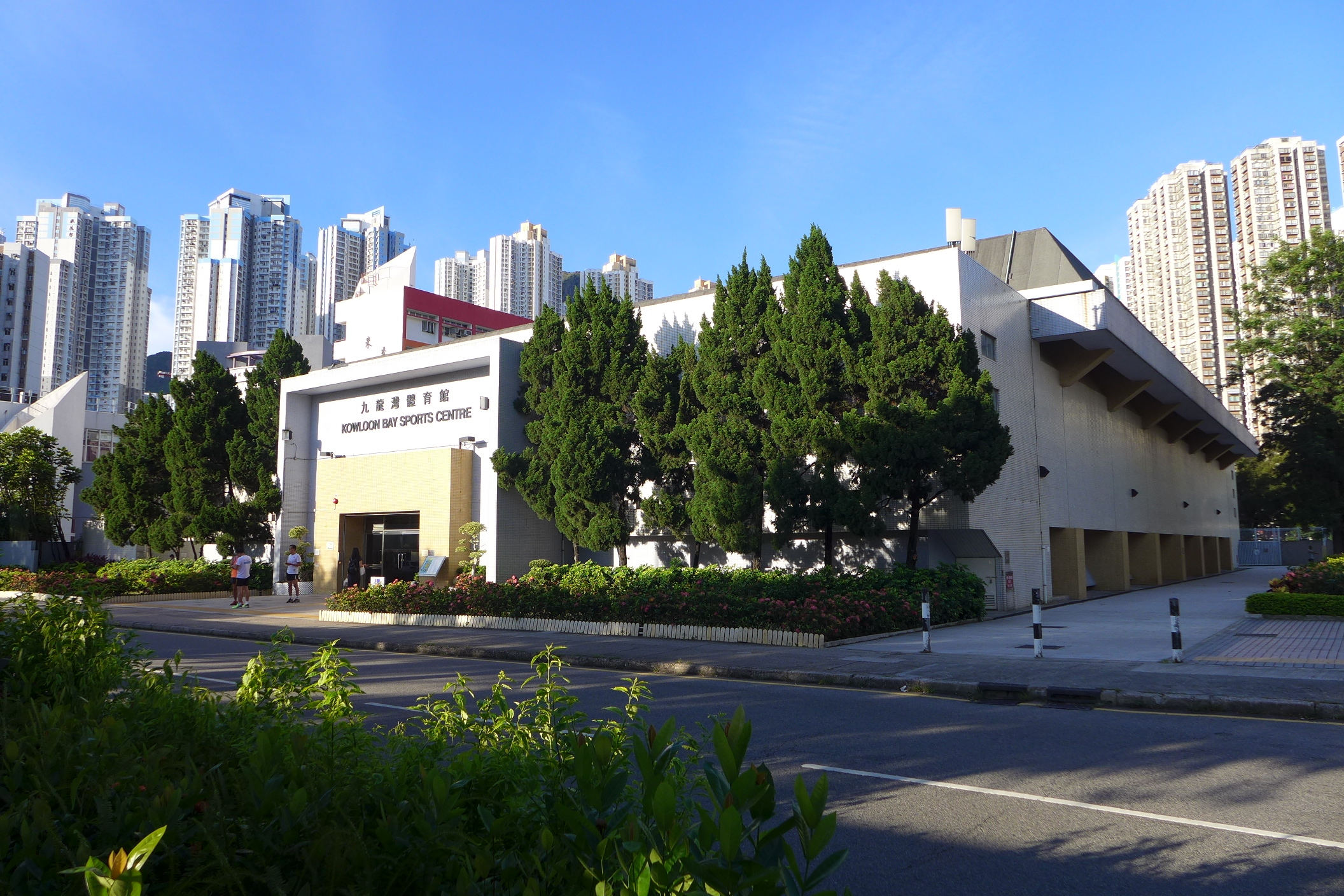
九龍灣體育館入口

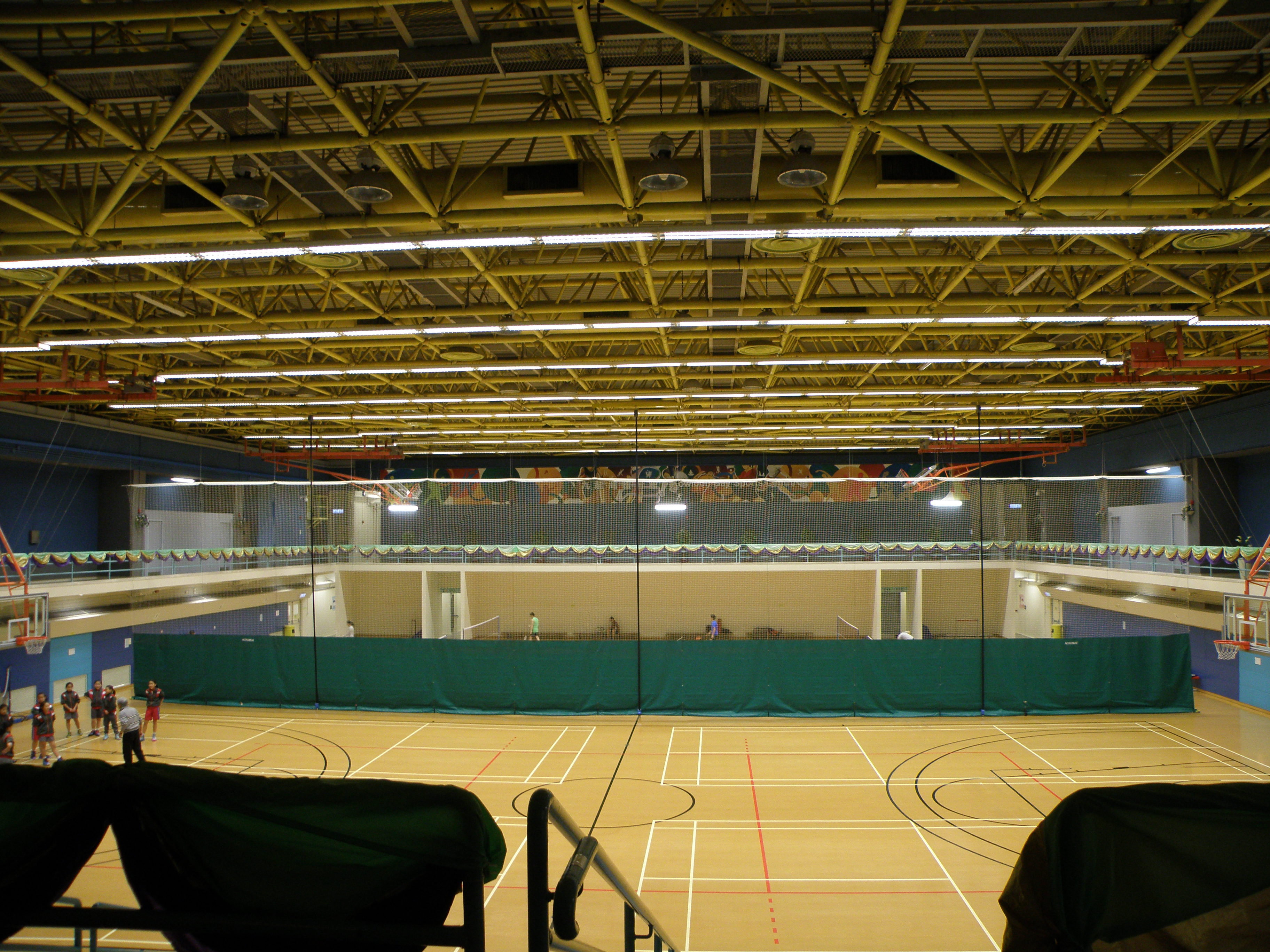
九龍灣體育館主場館

九龍灣體育館（英語：Kowloon Bay Sports Centre）位於香港九龍九龍灣啟樂街15號，毗鄰啟業邨及九龍灣運動場，於1987年啟用，由康樂及文化事務署管理。體育館設有多用途主場，可以用作籃球場、排球場或羽毛球場，另外設立了壁球室、舞蹈室及多用途活動室等，是九龍灣內的唯一一座公共室內體育館。

## 設施
- 1個可提供2個籃球場/排球場/或8個羽毛球場的多用途主場
- 3個壁球室
- 1個面積為101平方米的舞蹈室，亦可供放置兩張乒乓球桌
- 1個面積為52平方米的多用途活動室
- 社區園圃

## 開放時間
每日上午7時至晚上11時，每月第1和第3個星期一上午9時至下午3時為定期保養日，場地會關閉，如該日為公眾假期，保養日則順延至下一個工作日。